# Navis
Navis je obec v Rakousku ve spolkové zemi Tyrolsko v okrese Innsbruck-venkov.
V obci žije přibližně 2 100 obyvatel.

## Poloha
Navis leží v deset kilometrů dlouhém údolí Navistal, které se navazuje východně od Matrei am Brener do údolí Wipptal. Obcí protéká říčka Navisbach pravý přítok řeky Sill. Území obce se rozprostírá od řeky Sill až po Klammjoch (2359 m n. m.) a Lizumer Reckner (2886 m n. m.) v Tuxských Alpách. Část obce zasahuje do vojenského výcvikového prostoru Lizum Walchen.
Obec má rozlohu 64,1 km². Z toho 35,7 % tvoří lesy, 15,3 % alpské louky a 7,7 % orná půda.

### Složení obce
V katastrálním území obce Navis leží tři vesnice (počet obyvatel k 1. lednu 2022):
- Außerweg (1012)
- Oberweg (677)
- Unterweg (372)

### Sousední obce
Obec sousedí s obcemi Pfons, Matrei am Brenner, Tulfes, Volders (údolí Voldertal), Wattenberg (Wattental), Mühlbachl (Wipptal), Tux (Tuxertal, okres Schwaz) Steinach am Brenner, Schmirn (Schmirntal).

## Historie
První písemná zmínka pochází z roku 1177, kde je obec uváděna v latinském dokumentu jako Nauisse. Oblast byla osídlena Římany, což dokazují nálezy římských mincí.
Údolí bylo využíváno bavorskými osadníky jako pastviny a lovecký revír. První farmy pro chov dobytka, které byly obývány jen šest měsíců, byly založeny v době římské okupace Trvalé osídlení začalo koncem 13. století založením schwaighöfu. Obec náležela pod dolnobavorský benediktiińský klášter Biburg a pod pány z Auffensteinu. V 15. a 16. století se zde těžila měď a stříbro.

## Znak
Blason:Zlatý klín v zelené barvě, uvnitř proveden výr v černé a zlaté barvě.
Obci byl znak udělen v roce 1975. Výr byl převzat z erbu Auffensteinů, kteří vlastnili hrad Auffenstein a byli největšími majiteli Navistalu. Klín symbolizuje údolí (vytvořené jako V-údolí).